# Francesc Santacruz i Artigues
Francesc Santacruz i Artigues (? - Sant Feliu de Codines, 20 de febrer de 1730) documentat entre els anys 1665 i 1721, fou un dels escultors més considerats del barroc català i un dels fundadors del gremi d'escultors de Barcelona. També se l'anomena Francesc de Santacreu.

## Biografia
De família d'escultors, es va formar a més al taller de Pere Serra en el qual va entrar l'any 1665. El 1675 treballava en la cúpula de la capella de Sant Benet del monestir de Sant Cugat, on el 1688 començaria el retaule.
És autor, també, del retaule barroc de l'antiga església de la parròquia de Sant Pere i Sant Pau del Prat de Llobregat. L'església, iniciada al segle xvi i acabada al xvii, era una barreja d'elements gòtics, renaixentistes i barrocs. Aquesta església va ser incendiada el dia 20 de juliol de 1936 i posteriorment enderrocada. De la feina de Santacruz destacaven l'altar barroc i les figures dels sants Pere i Pau a l'entrada de l'església.
Se sap que va prendre part activa, juntament amb Domènec Rovira, als plets per a aconseguir un gremi independent d'escultors, l'any 1680 Carles II va permetre la creació de la Cofradia dels Sants Màrtirs escultors, el que va fer que assolissin l'emancipació dels ensambladors i poguessin contractar lliurement els seus treballs i encàrrecs.
Fou el pare de Francesc Santacruz i Gener, autor del millor plànol del setge de Barcelona dels anys 1713-1714 durant la Guerra de Successió Espanyola.
Francesc Santacruz Artigues, acollit per un dels seus fills, Agustí Santacruz i Gener, que era Rector de la parròquia de Sant Feliu de Codines, va morir el 20 de febrer de 1730 i va ser enterrat en aquesta localitat.

## Obres
- Retaule de Sant Sever, catedral de Barcelona (1681-1683). Junt amb l'escultor Jacint Trulls, el fuster Agustí Llinàs i el daurador Pau Llorenç.[3]
- El Naixement i Sant Francesc Xavier (façana principal) i el Nen Jesús (façana de la Rambla) de l'Església de Betlem. 1690 Barcelona.
- Retaule d'Arenys de Mar, que acabà després Pau Costa.
- L'Assumpció de la Verge Talla policromada. Museu Diocesà de Lleida- Imatge Arxivat 2008-07-04 a Wayback Machine.

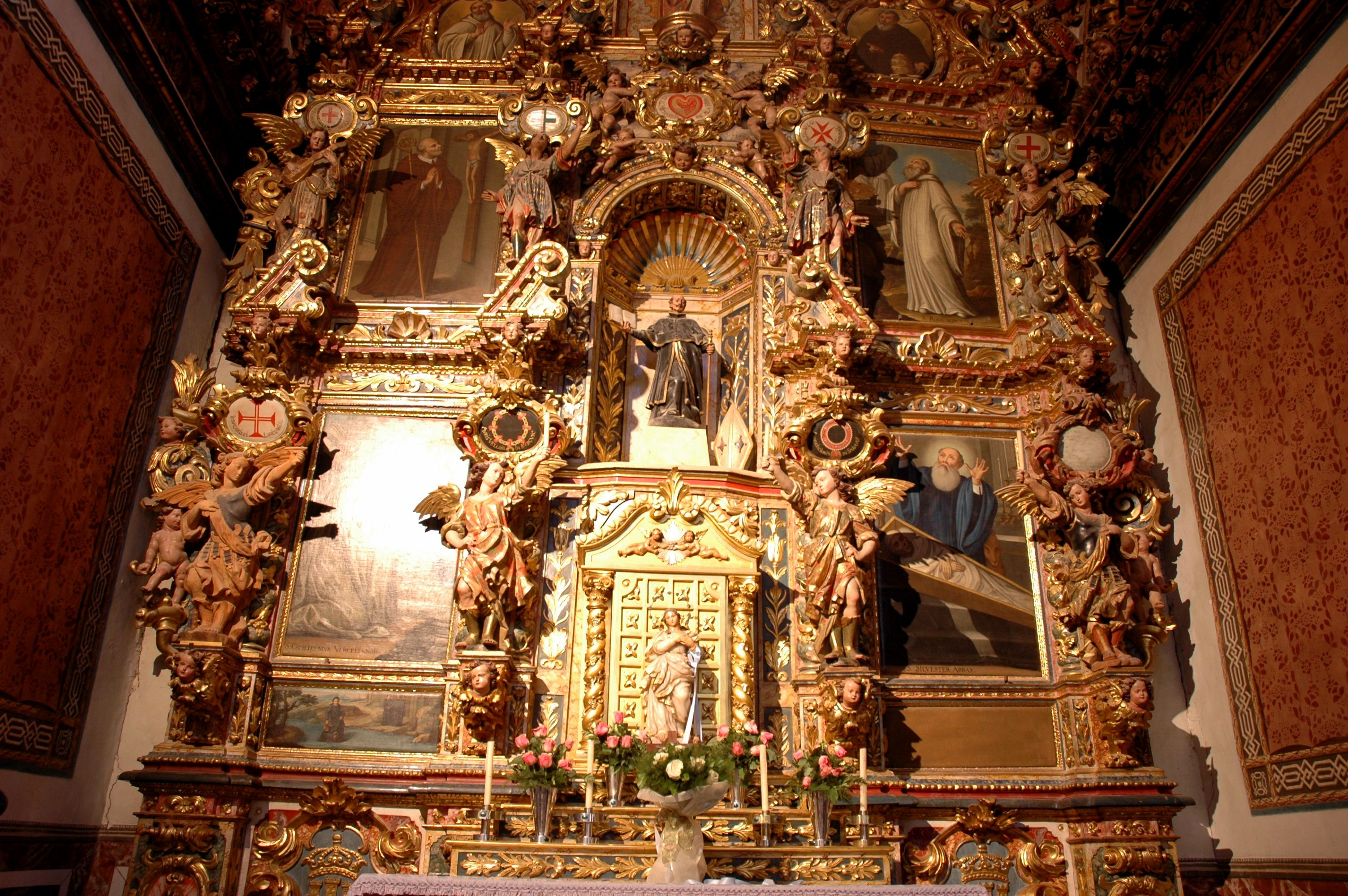
Retaule de la capella de Sant Benet al monestir de Sant Cugat
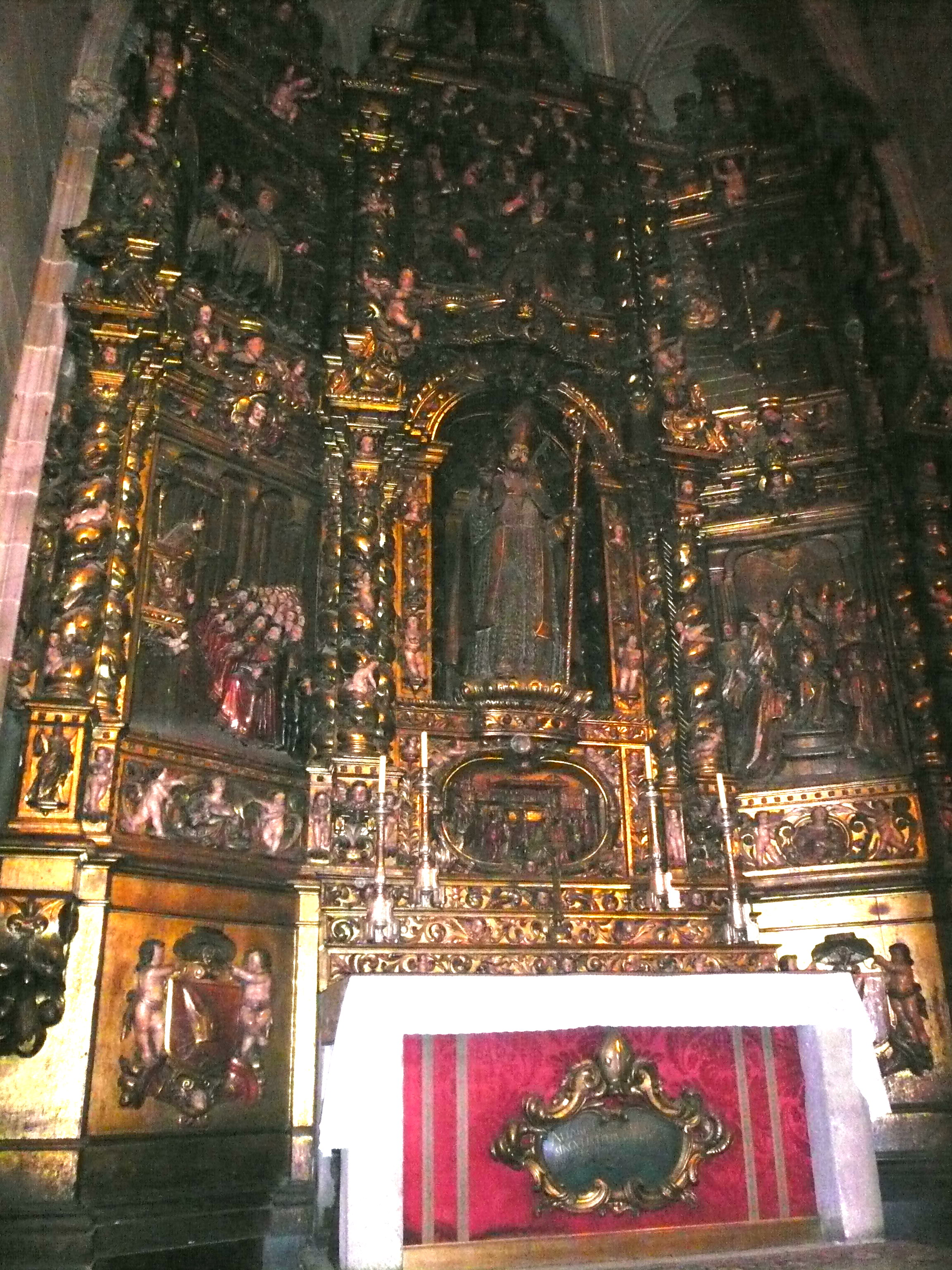
Retaule de Sant Sever a la catedral de Barcelona
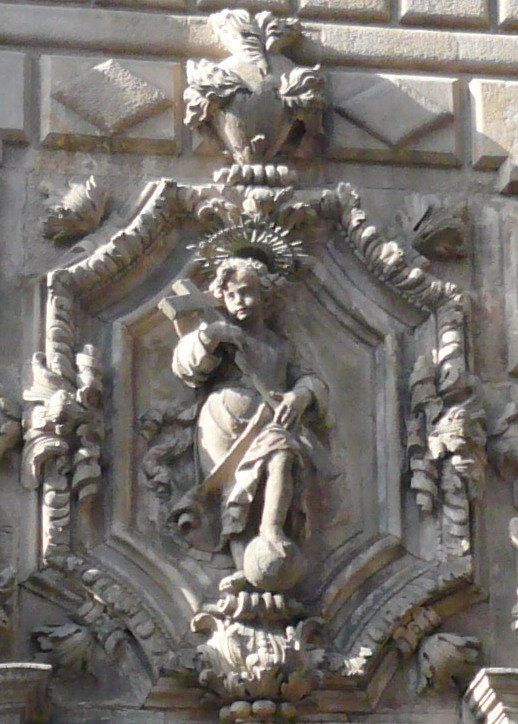
Nen Jesús a l'església de Betlem
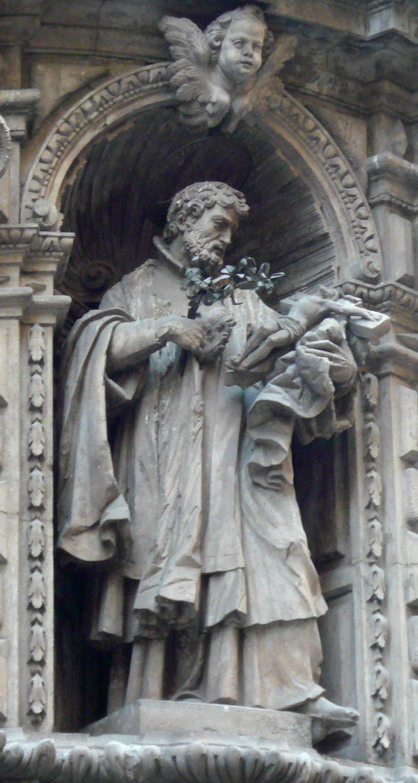
Sant Francesc Xavier a l'església de Betlem
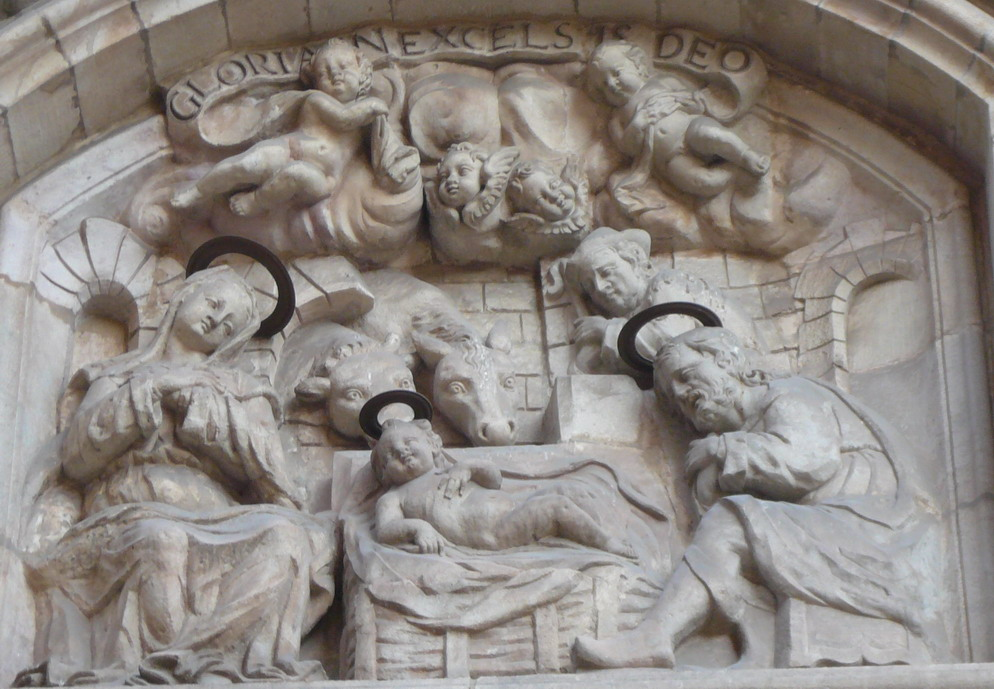
Nativitat a l'església de Betlem